# Mydaea gracilior
Mydaea gracilior este o specie de muște din genul Mydaea, familia Muscidae, descrisă de Xue în anul 1992.
Este endemică în Jilin. Conform Catalogue of Life specia Mydaea gracilior nu are subspecii cunoscute.